# Burgdorf (Hannoveri régió)
Burgdorf város Németországban, azon belül Alsó-Szászország tartományban. Lakosainak száma 31 302 fő (2023. december 31.). Burgdorf Lehrte, Isernhagen, Uetze, Burgwedel és Adelheidsdorf községekkel határos.

## Fekvése
Hannovertől északkeletre fekvő település.

## Városrészei
|  | - Beinhorn - Burgdorf (városmag) - Dachtmissen - Heeßel (Ahrbeckkel) - Hülptingsen - Otze - Ramlingen-Ehlershausen - Schillerslage - Sorgensen - Weferlingsen |

## Története

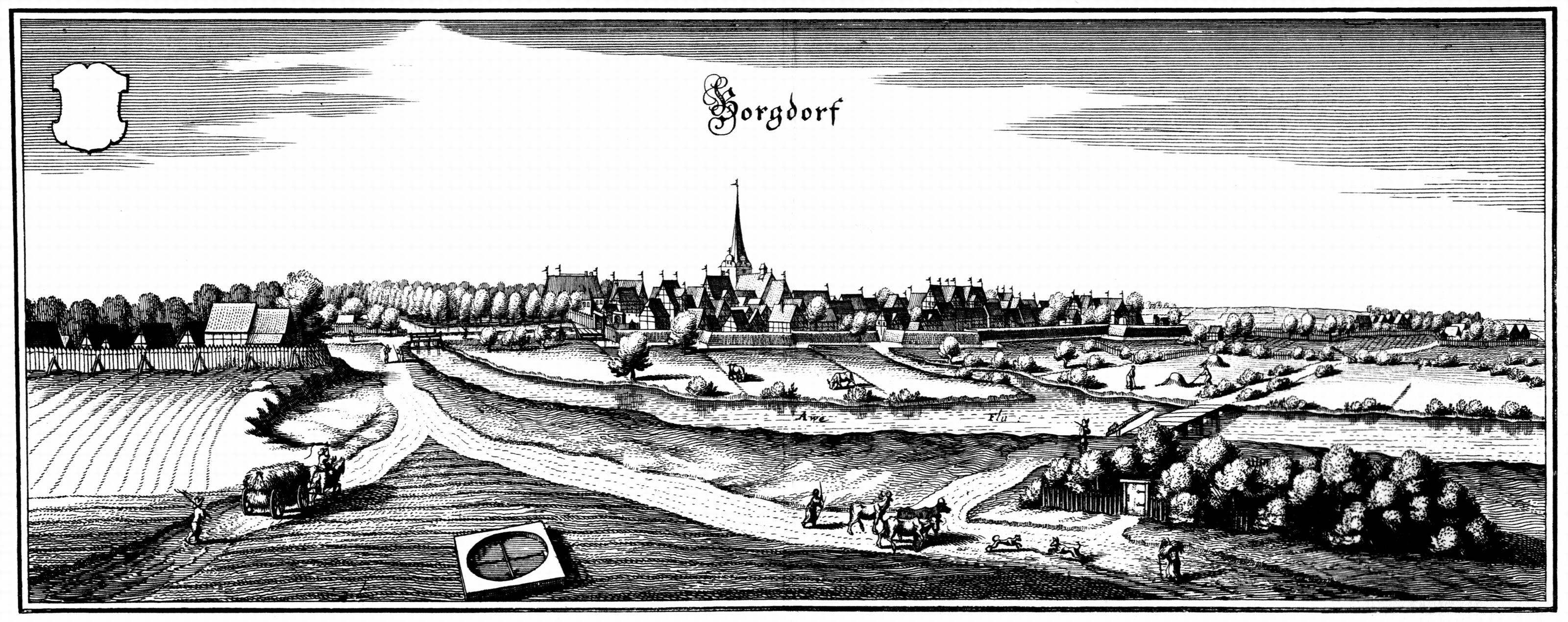
A város egy régi képen

Burgdorf a 11. században keletkezett.
A várost 1809-ben egy nagy tűzvész elpusztította és csak néhány régi épületet sikerült megmenteni. Ezek közé tartozik az 1642-1650 között épült kastély favázas épülete és az 1811-1813 között épült Szt. Pankrácius templom (St. Pankratous kirche) is, melynek különlegesen szép barokk orgonája van.
A város helytörténeti múzeumában az északnémet terület legszebb és egyik leggazdagabb cinkfigura gyűjteménye.

## Nevezetességek
- Szt. Pankrácius templom (St. Pankratous kirche)
- Helytörténeti Múzeum

## Galéria

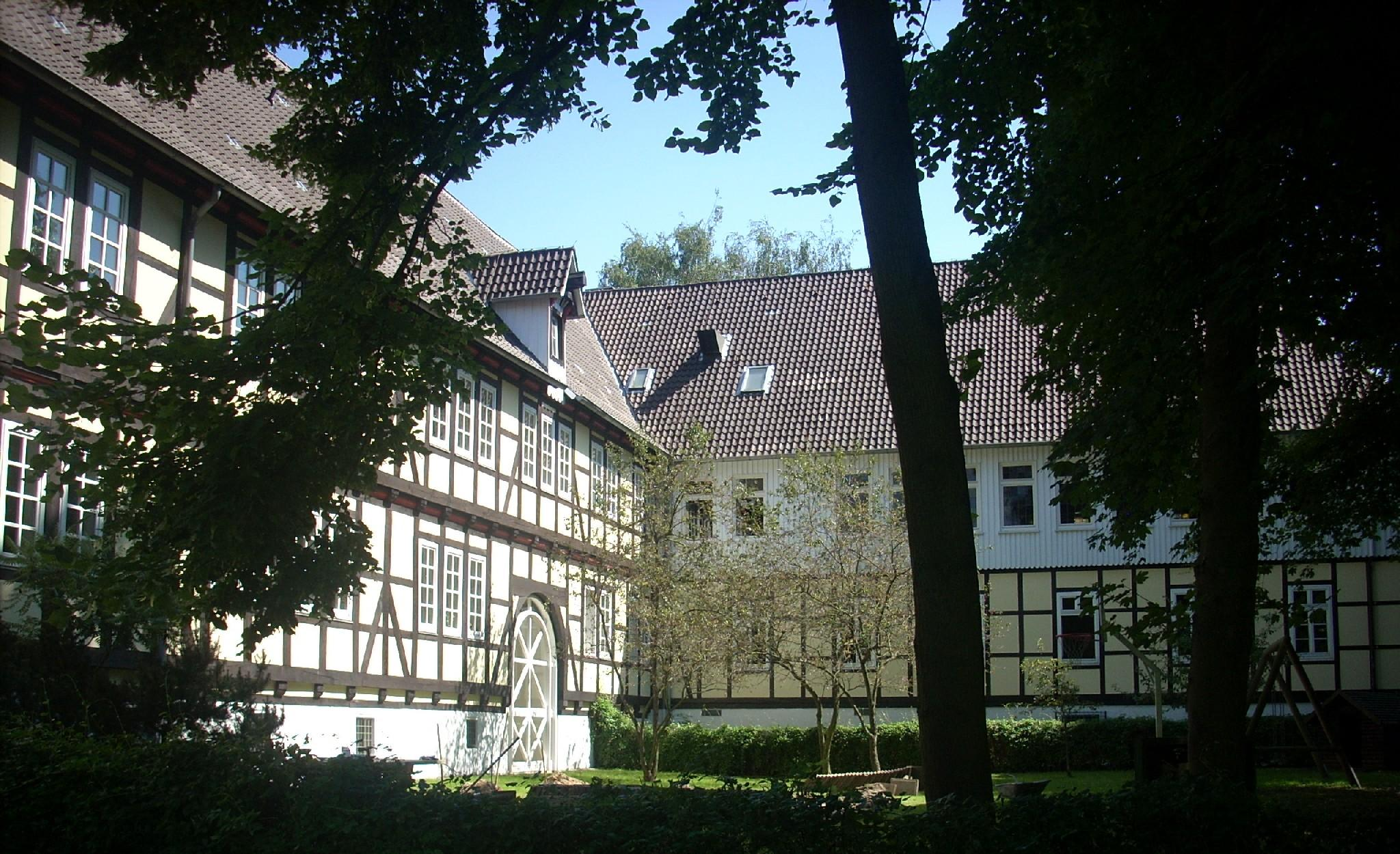
Burgdorf, kastély(Schloss)
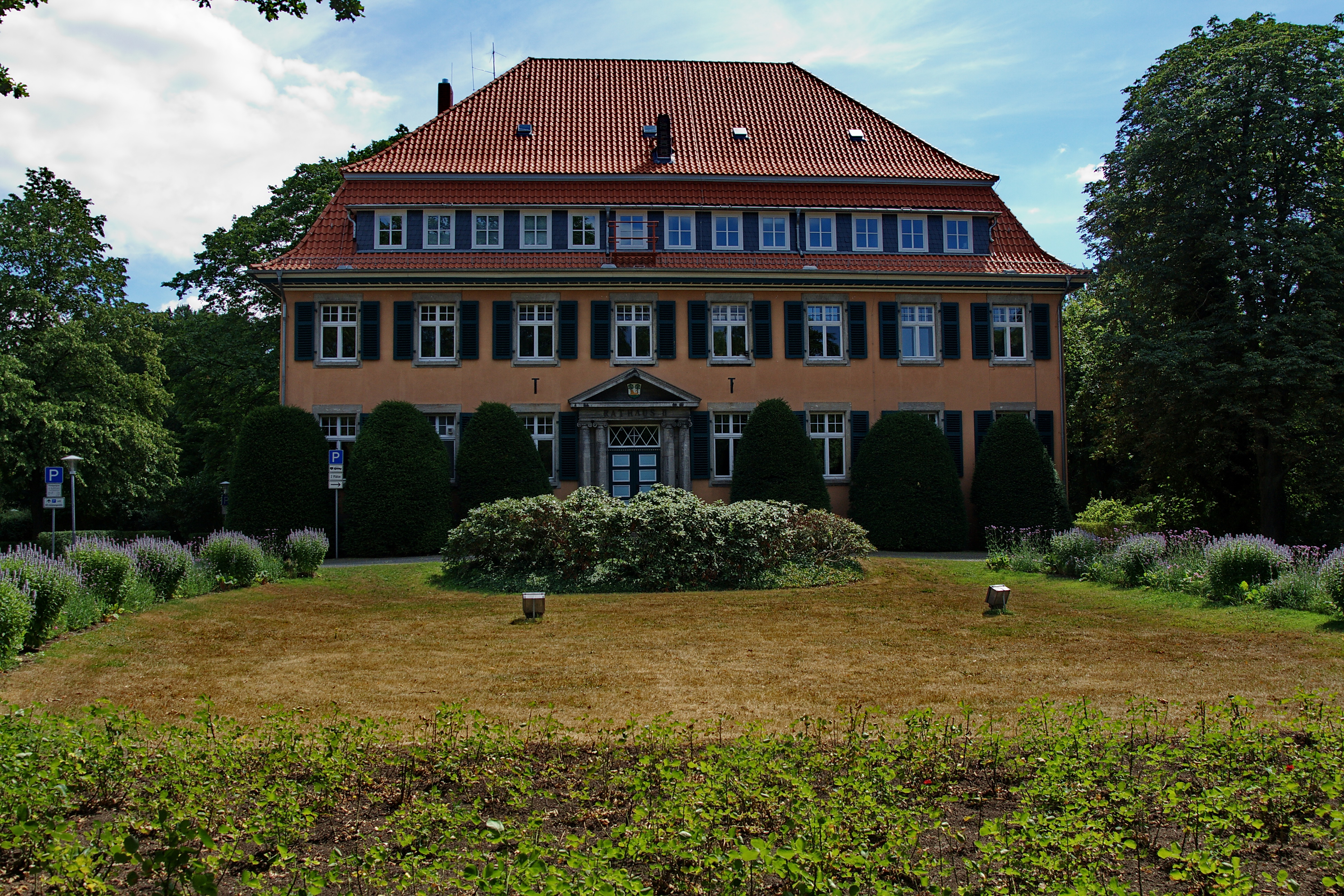
Városháza
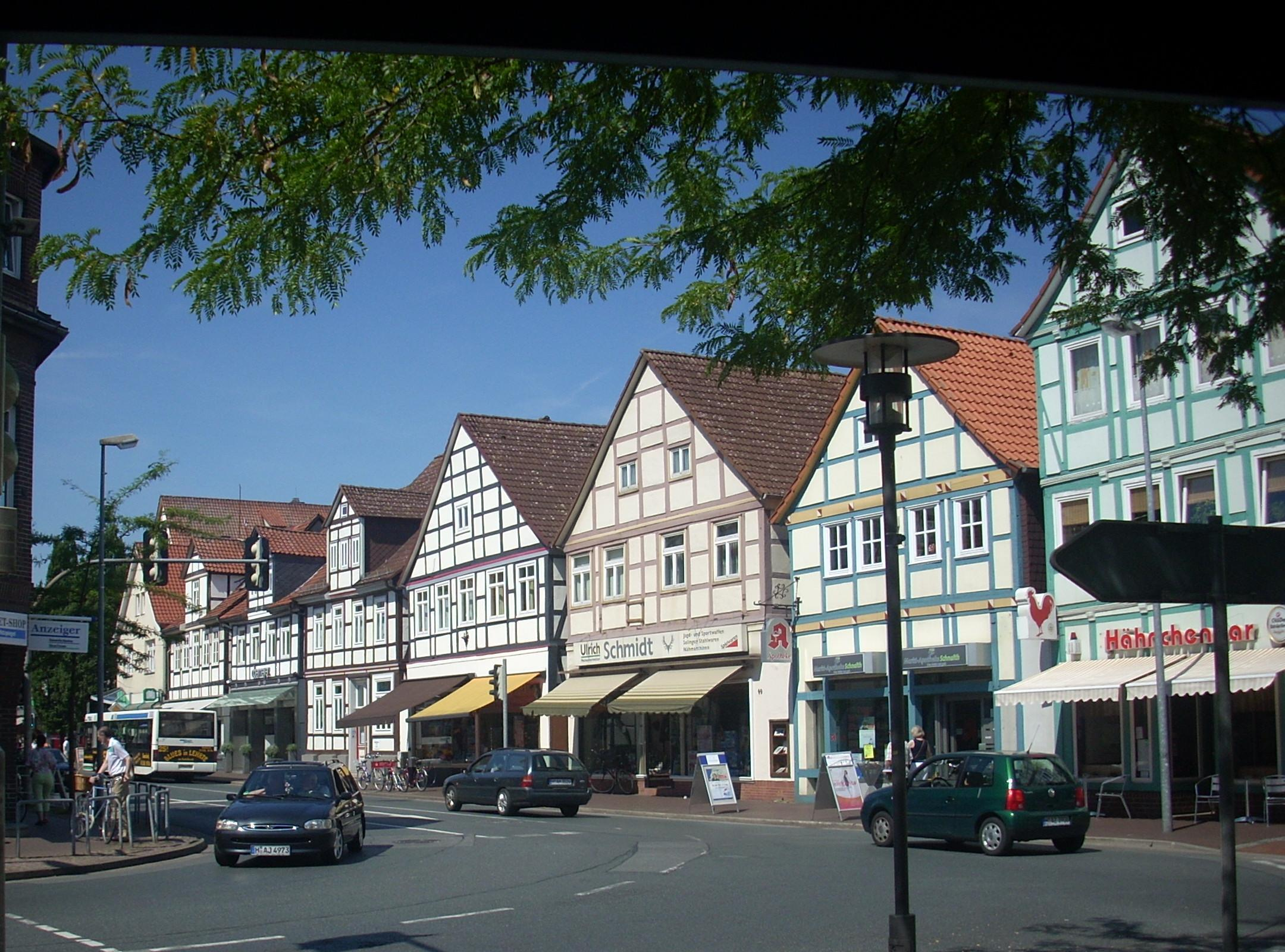
Burgdorf, Marktstrasse
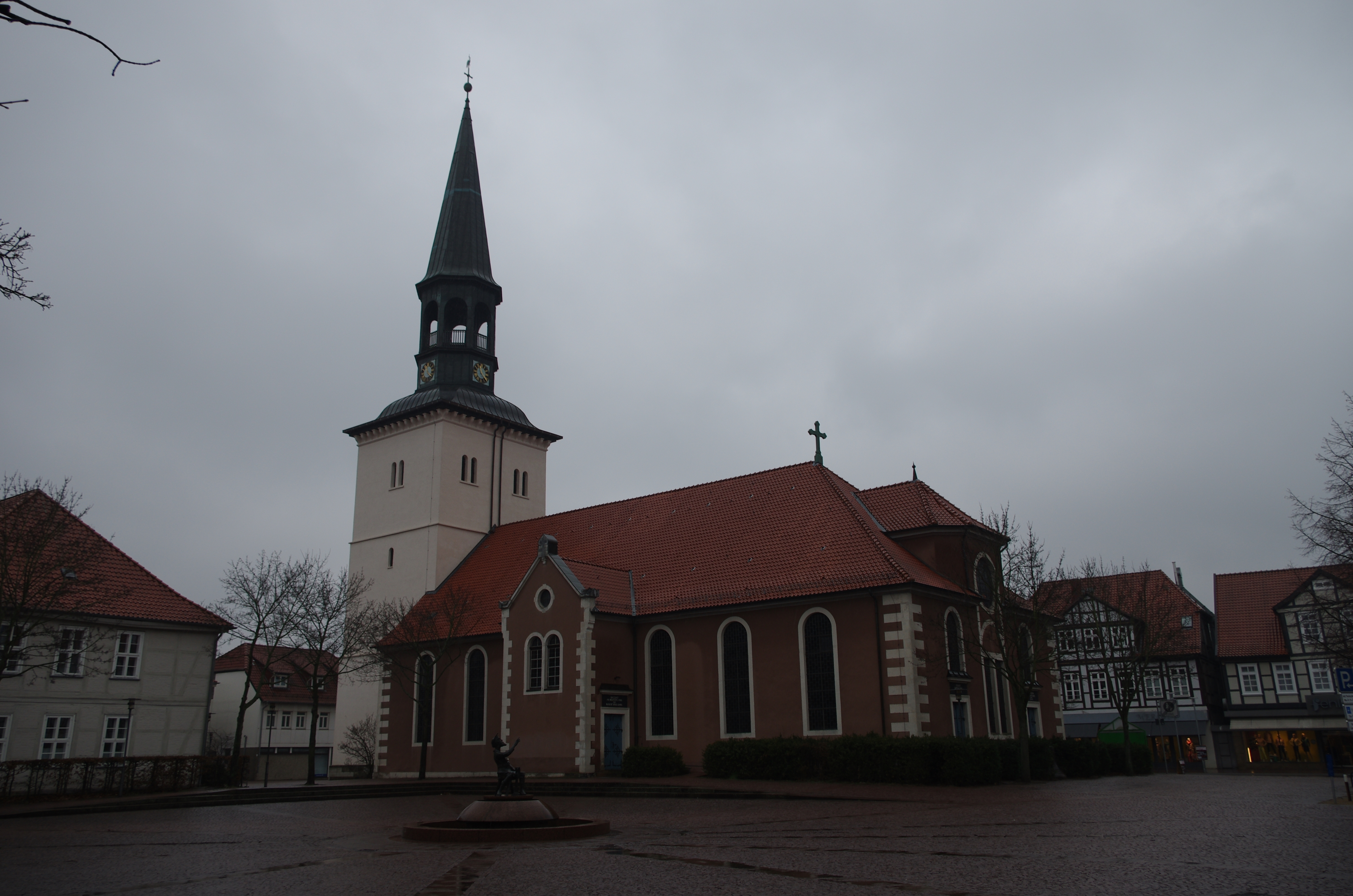
Kirche St Pankratius

## Népesség
A település népességének változása:
| Lakosok száma | 29 094 | 30 320 | 30 482 | 30 699 | 31 083 | 31 287 | 31 302 |
|               | 2014   | 2016   | 2017   | 2019   | 2021   | 2022   | 2023   |